# Outer Islands (Seychellen)
Als Outer Islands (Zil Elwannyen Sesel, deutsch „Äußere Inseln“) bezeichnet man die außerhalb der Seychellen-Bank gelegenen Atolle, gehobenen Atolle und Inseln der Republik Seychellen. Diese sind alle korallinen Ursprungs. Im Gegensatz dazu sind die auf der Seychellen-Bank gelegenen „Inner Islands“ aus Granit (mit Ausnahme von Denis Island und Bird Island, die am nördlichen Rand der Seychellen-Bank liegen). Die Outer Islands liegen bis zu 1150 km von der Hauptinsel Mahé entfernt und sind über eine Meeresfläche von etwa 300.000 km² verstreut.
Zu den Outer Islands zählen fünf Gruppen:
- Die „Südlichen Koralleninseln“ Platte und Coëtivy, Landfläche 10 km²
- Die Amiranten (3 Atolle, 3 gehobene Atolle, 5 Inseln), Landfläche 9,9 km²
- Die Alphonse-Gruppe (2 Atolle), Landfläche 3,7 km²
- Die Farquhar-Gruppe (2 Atolle, 1 Insel), Landfläche 10,7 km²
- Die Aldabra-Gruppe (2 Atolle, 2 Inseln), Landfläche 176 km²

Die Outer Islands machen mit zusammen 211,3 km² zwar 46,44 % der Landfläche der Seychellen aus, auf ihnen wohnen jedoch nur etwa 2 % der seychellischen Bevölkerung (1115 Einwohner, Schätzung 2009). Die Inseln erreichen durchweg eine Höhe von nur wenigen Metern über dem Meeresspiegel und weisen keine natürlichen Süßwasserquellen auf.
Die Post der Seychellen gab von Juli 1980 bis November 1992 separate Briefmarkenausgaben für die Outer Islands heraus, insgesamt 203 Marken und 8 Briefmarkenblöcke. (Quelle: Michel-Katalog)

Briefmarkenblock für die Outer Islands mit Darstellung einer Aldabra-Riesenschildkröte.

Geografisch noch zu den Outer Islands, politisch jedoch nicht mehr zum Staatsgebiet der Seychellen können auch folgende Inselgruppen gezählt werden:
- Die Agalega-Inseln (gehören zu Mauritius)
- Die Îles Glorieuses (gehören zu den französischen Îles éparses de l'océan Indien)